# Мирковаць (Кнежеві Виногради)
45°44′ пн. ш. 18°48′ сх. д. / 45.73° пн. ш. 18.8° сх. д.
Мирковаць (хорв. Mirkovac) — населений пункт у Хорватії, в Осієцько-Баранській жупанії у складі громади Кнежеві Виногради.

## Населення
Населення за даними перепису 2011 року становило 108 осіб.
Динаміка чисельності населення поселення:

## Клімат
Середня річна температура становить 11,03 °C, середня максимальна – 25,35 °C, а середня мінімальна – -5,97 °C. Середня річна кількість опадів – 613 мм.
| Клімат поселення                              | Клімат поселення | Клімат поселення | Клімат поселення | Клімат поселення | Клімат поселення | Клімат поселення | Клімат поселення | Клімат поселення | Клімат поселення | Клімат поселення | Клімат поселення | Клімат поселення | Клімат поселення |
| Показник                                      | Січ.             | Лют.             | Бер.             | Квіт.            | Трав.            | Черв.            | Лип.             | Серп.            | Вер.             | Жовт.            | Лист.            | Груд.            |                  |
| Середній максимум, °C                         | 5,87             | 7,82             | 12,43            | 17,14            | 22,46            | 25,35            | 25,25            | 24,90            | 20,62            | 15,18            | 9,10             | 5,25             |                  |
| Середня температура, °C                       | −0,05            | 1,90             | 6,50             | 11,20            | 16,54            | 19,42            | 21,33            | 20,98            | 16,71            | 11,25            | 5,19             | 1,32             |                  |
| Середній мінімум, °C                          | −5,97            | −4,04            | 0,56             | 5,30             | 10,63            | 13,50            | 17,41            | 17,06            | 12,79            | 7,34             | 1,26             | −2,57            |                  |
| Норма опадів, мм                              | 37               | 33               | 35               | 49               | 57               | 77               | 64               | 58               | 49               | 50               | 57               | 47               |                  |
| Середньомісячна швидкість вітру, м/с          | 2.50             | 2.70             | 3.00             | 2.90             | 2.60             | 2.40             | 2.30             | 2.10             | 2.10             | 2.30             | 2.40             | 2.50             |                  |
| Середньомісячна сонячна радіація, кДж/м²·день | 4194             | 6962             | 10963            | 15540            | 19516            | 21764            | 22029            | 20036            | 14904            | 9406             | 4726             | 3463             |                  |
| --------------------------------------------- | ---------------- | ---------------- | ---------------- | ---------------- | ---------------- | ---------------- | ---------------- | ---------------- | ---------------- | ---------------- | ---------------- | ---------------- | ---------------- |
| Джерело:                                      |                  |                  |                  |                  |                  |                  |                  |                  |                  |                  |                  |                  |                  |